# Instituto Federal Suíço de Propriedade Intelectual

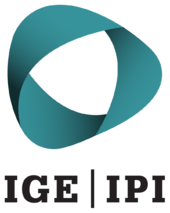
Logotipo

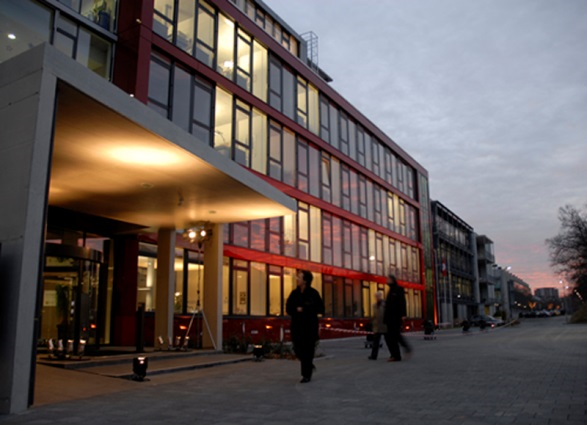
O edifício do instituto na Stauffacherstrasse em Berna

O Instituto Federal Suíço de Propriedade Intelectual (em alemão:  Eidgenössisches Institut für Geistiges Eigentum - IGE, em francês:  Institut Fédéral de la Propriété Intellectuelle - IPI), baseado em Berna, é a agência da Suíça com competência para todas as questões relacionadas a patentes, marcas registradas, indicações geográficas, projeto de produtos e direito autoral. Foi fundado em 15 de novembro de 1888.
É subordinado ao Departamento Federal de Justiça e Polícia. Desde sua conversão em uma instituição de direito público da Suíça em 1996, é uma entidade jurídica própria e independente do orçamento federal. Tem aproximadamente 260 funcionários (situação em março de 2014).

## Funcionários notáveis
Diretores Gerais
- 1888 – 1921 Friedrich Haller
- 1921 – 1935 Walther Kraft
- 1935 – 1962 Hans Morf
- 1962 – 1969 Joseph Voyame (1923 – 2010)
- 1969 – 1975 Walter Stamm
- 1976 – 1985 Paul Brändli
- 1985 – 1989 Jean-Louis Comte
- 1989 – 2015 Roland Grossenbacher (*1950)

Técnicos especialistas
- 1902 – 1909: Albert Einstein (1879 – 1955)[1]